# Константин Марков (музикант)
Вижте пояснителната страница за други личности с името Константин Марков.
Константин Марков е български рок музикант, най-известен като основател и басист на българската рок група Тангра.

## Биография
Роден е на 3 октомври 1949 г. в София. Като тийнейджър се увлича по рок музиката, като любимите му групи по това време са Бийтълс и Ролинг Стоунс. Майката на Косьо е преподавател по музика и научава сина си да свири на пиано. Към края на 60-те години Марков става част от Бъндараците, свирейки на бас китара. По-късно е част от акомпаниращите състави на Емил Димитров и Лили Иванова. Именно на концертите си с естрадните звезди Марков придобива ценен музикантски опит. През 1976 г. основава група Тангра, като първият ѝ състав вече е свирел заедно в университета предимно песни на Дийп Пърпъл. Освен Косьо на баса, във формацията са Александър Петрунов (Сашо Гривната) – вокал, Илия Караянев (Личо Стоунса) – китара и Антон Бубев (Капъша) – ударни. Тангра обаче не са допуснати до голямата сцена от концертна дирекция, защото нямат клавишни инструменти. По-късно те записват допълнителни партии на клавишни и започват концертна дейност. Първият им голям хит е „Ако имаш време“, по музика на Тенко Славов. С тази песен те печелят „Младежкия конкурс за забавна песен“ през 1978 г.
На следващата година Тангра отново печелят Младежкия конкурс, този път с песента „Очакване“ и вокалист Вили Кавалджиев. Групата пробива с песните си „Нашият град“ (саундтрак към филма Оркестър без име) и „Богатство“. Те са записани със солист Чочо Владовски. През 1982 г. Тангра издават дебютния си албум, озаглавен „Нашият град“. По това време в състава на групата няма кийбордист и Марков записва всички клавишни партии в албума. На концертите си Тангра не използват клавишни и така наблягат на по-тежкия звук в изпълненията си на живо. Скоро обаче първата формация на Тангра се изчерпва откъм идеи и се разпада.
Косьо Марков и Дани Ганчев възстановяват групата през 1984 г. Стилът е променен на ню уейв, като Тангра става първата група в България, свиреща в това направление. През 1985 г. печелят младежкия конкурс с песента „Оловният войник“ по музика на Косьо и стихове на Александър Петров. Скоро те издават втория си албум – „Тангра II“. Той съдържа хитове като „Жулиета“, „Бъди, какъвто си“, „Делник“ и „До последен дъх“. Вокал на формацията по това време е Станислав Сланев - Стенли. През 1986 г. Тангра емигрират и свирят в скандинавските страни. През 1990 Марков се завръща в България и групата се разпада.
През 1992. Константин Марков и Кирил Маричков основават радио „Тангра“. То съществува около десет години, след което е закупено от Дарик радио.
Умира в София на 15 март 2021 година от усложнения от Ковид-19.